# Schießen (Roggenburg)
Schießen ist ein Ortsteil der schwäbischen Gemeinde Roggenburg im Landkreis Neu-Ulm.

## Geografie
Das Pfarrdorf Schießen liegt etwa zwei Kilometer nordnordöstlich von Roggenburg und ist mit dem namensgebenden Ort der Gemeinde durch die Kreisstraße NU 2 verbunden. Durch den Ort fließt in nördlicher Richtung der Osterbach.

## Geschichte
Schießen war eine selbstständige Gemeinde im Landkreis Neu-Ulm. Weitere Ortsteile waren Schleebuch und Unteregg. Die Gemeinde wurde im Zuge der Gebietsreform in Bayern am 1. Mai 1978 nach Roggenburg eingegliedert. Diese Kommune war am 1. Juli 1972 aus den Gemeinden Biberach, Ingstetten und Meßhofen gebildet und nach dem Kloster Roggenburg benannt worden.

## Sehenswürdigkeiten
In die Liste der Baudenkmäler in Schießen sind sechs Objekte eingetragen, darunter die Katholische Pfarr- und Wallfahrtskirche Mariä Geburt.